# Orlando Morando
Orlando Morando Júnior (São Bernardo do Campo, 24 de agosto de 1974) é um empresário e político brasileiro, atualmente sem partido. Foi o 18° prefeito da cidade de São Bernardo do Campo por dois mandatos, cargo o qual fora eleito em 2016 e reeleito em 2020. É o atual Secretário Municipal de Segurança Urbana de São Paulo.

## Carreira
Elegeu-se vereador em São Bernardo do Campo em 1996 pelo PSB, função que exerceu até 2002, quando renunciou ao cargo para candidatar-se a deputado estadual na Assembleia Legislativa do Estado de São Paulo, exercendo o cargo entre 2003 e 2016, pelo PSB, PL e depois pelo PSDB.
Orlando Morando, juntamente com Edinho Montemor, é um dos fundadores do São Bernardo Futebol Clube. Apresenta o programa Personalidade +, pela Rede TV+, rede de televisão da Região do Grande ABC.
Em 2008, licenciou-se do cargo de deputado para candidatar-se à prefeitura de São Bernardo do Campo pelo PSDB, na coligação "Melhor para São Bernardo", tendo-se como Vice, Edinho Montemor do PSB. Foi derrotado em segundo turno, obtendo 41,81% dos votos, contra 58,19% do candidato eleito Luiz Marinho (PT).
Em 2016, candidatou-se à prefeitura de São Bernardo do Campo novamente pelo PSDB, sendo eleito no segundo turno, derrotando Alex Manente (PPS), obtendo 59,94% dos votos válidos, contra 40,06% do adversário. O Diário do Grande ABC relatou que em seu primeiro mandato a dívida da cidade de R$ 1,61 bilhão teve um acréscimo de 91,1%.
Presidiu o Consórcio Intermunicipal Grande ABC em 2017 e 2018.
Em 2018, época em que atuava como coordenador de campanha de João Doria, foi acusado em investigação de esquema de carga roubada.
Em 2020 foi reeleito em turno único com 67,28% dos votos, contra 23,34% do Luiz Marinho. Ao final de seu mandato, impossibilitado de nomear sua esposa Carla Morando como sucessora, indicou a própria sobrinha, a advogada Flávia Morando, para concorrer à prefeitura de São Bernardo do Campo.
Em 2023, ainda prefeito, Morando foi acusado denunciado por racismo institucional ao Fórum Permanente sobre Afrodescendentes da Organização das Nações Unidas (ONU) pela Uneafro, frente a seu pedido de despejo da sede da ONG Meninos e Meninas de Rua. Após a ação na ONU, o prefeito entrou com uma queixa-crime contra dois membros da Uneafro acusando a dupla de calúnia e difamação. No entanto, Morando perdeu o processo em duas instâncias.
Após quase 20 anos na legenda, Orlando Morando deixou o PSDB em 2024.

### Pedidos de impeachment
Em 2019, a PF indiciou Orlando Morando e outros 15 por corrupção passiva e fraude em licitações. No decorrer daquele ano, Orlando Morando foi alvo de três pedidos de impeachment referentes a Operação Prato Feito da Polícia Federal, que foram todos rejeitados pela Câmara de Vereadores. Em 2020, foi alvo de outro pedido de impeachment por demora na entrega do Hospital de Urgência.

### Pós Prefeitura
No dia 27 de dezembro de 2024, o prefeito reeleito de São Paulo, Ricardo Nunes (MDB), anunciou Morando como novo Secretário Municipal de Segurança Urbana.

## Vida pessoal
É casado com a deputada estadual de São Paulo, Carla Morando.

## Desempenho eleitoral
| Ano  | Eleição                            | Partido | Cargo             | Votos   | %                 | Resultado  | Ref    |
| ---- | ---------------------------------- | ------- | ----------------- | ------- | ----------------- | ---------- | ------ |
| 1996 | Municipal de São Bernardo do Campo | PSB     | Vereador          | 1.523   | n/d               | Suplente   | [ 32 ] |
| 2000 | Municipal de São Bernardo do Campo | PPS     | Vereador          | 5.804   | 1,63%             | Eleito     | [ 33 ] |
| 2002 | Estaduais em São Paulo             | PSB     | Deputado Estadual | 50.400  | 0,26%             | Eleito     | [ 34 ] |
| 2006 | Estaduais em São Paulo             | PSDB    | Deputado Estadual | 120.771 | 0,59%             | Eleito     | [ 35 ] |
| 2008 | Municipal de São Bernardo do Campo | PSDB    | Prefeito          | 151.653 | 37,55% (1º Turno) | Não eleito | [ 36 ] |
| 2008 | Municipal de São Bernardo do Campo | PSDB    | Prefeito          | 170.728 | 41,81% (2º Turno) |            | [ 36 ] |
| 2010 | Estaduais em São Paulo             | PSDB    | Deputado Estadual | 138.630 | 0,79%             | Eleito     | [ 37 ] |
| 2014 | Estaduais em São Paulo             | PSDB    | Deputado Estadual | 237.020 | 1,16%             | Eleito     | [ 38 ] |
| 2016 | Municipal de São Bernardo do Campo | PSDB    | Prefeito          | 169.310 | 45,07% (1º Turno) | Eleito     | [ 39 ] |
| 2016 | Municipal de São Bernardo do Campo | PSDB    | Prefeito          | 213.661 | 59,94% (2º Turno) |            | [ 39 ] |
| 2020 | Municipal de São Bernardo do Campo | PSDB    | Prefeito          | 261.761 | 67,28%            | Eleito     | [ 40 ] |